# Walter Pelzhausen
Walter Pelzhausen (ur. 21 października 1891 w Arnstadt w Turyngii, zm. 1 marca 1948 w Łodzi) – niemiecki porucznik policji (revierleutnant), członek NSDAP, zbrodniarz wojenny odpowiedzialny m.in. za spalenie więzienia na Radogoszczu w Łodzi wraz z więźniami w styczniu 1945 roku.

## Życiorys

### Do II wojny światowej
Urodził się w Arnstdat (Turyngia). Był synem Ernesta i Emilii z d. Geyer. Ukończył 8 klas szkoły średniej w Szkole Ludowej we Frankfurcie. W 1908 r. wstąpił do Cesarskiej Marynarki Wojennej. Był uczestnikiem I wojny światowej. Służbę wojskową zakończył 31 października 1918 r. 4 kwietnia 1920 r. zawarł związek małżeński z Franciszką z d. Wagner. W 1933 r. wstąpił do NSDAP. Od 1 lutego 1919 był funkcjonariuszem policji we Frankfurcie nad Menem, gdzie do wybuchu II wojny światowej doszedł do stopnia polizmeistra. Tu mieszkał przy Rotlindstrasse 81.

### II wojna światowa
W październiku 1939 roku został odkomenderowany do Łodzi, gdzie najpierw objął stanowisko kierownika komisariatu policji przy obecnej ul. F.D. Roosevelta, a po czternastu dniach został mianowany komendantem więzienia policyjnego przy obecnej ul. M. Kopernika 36 (nieistniejący budynek), którą to funkcję sprawował do Świąt Bożego Narodzenia 1939. Następnie został zastępcą kierownika komisariatu policji przy obecnej ul. S. Żeromskiego 88, skąd skierowano go, jako oficera szkoleniowego i wykładowcę, do szkoły policyjnej w Łodzi, przy obecnej ul. dr. S. Kopcińskiego 58.

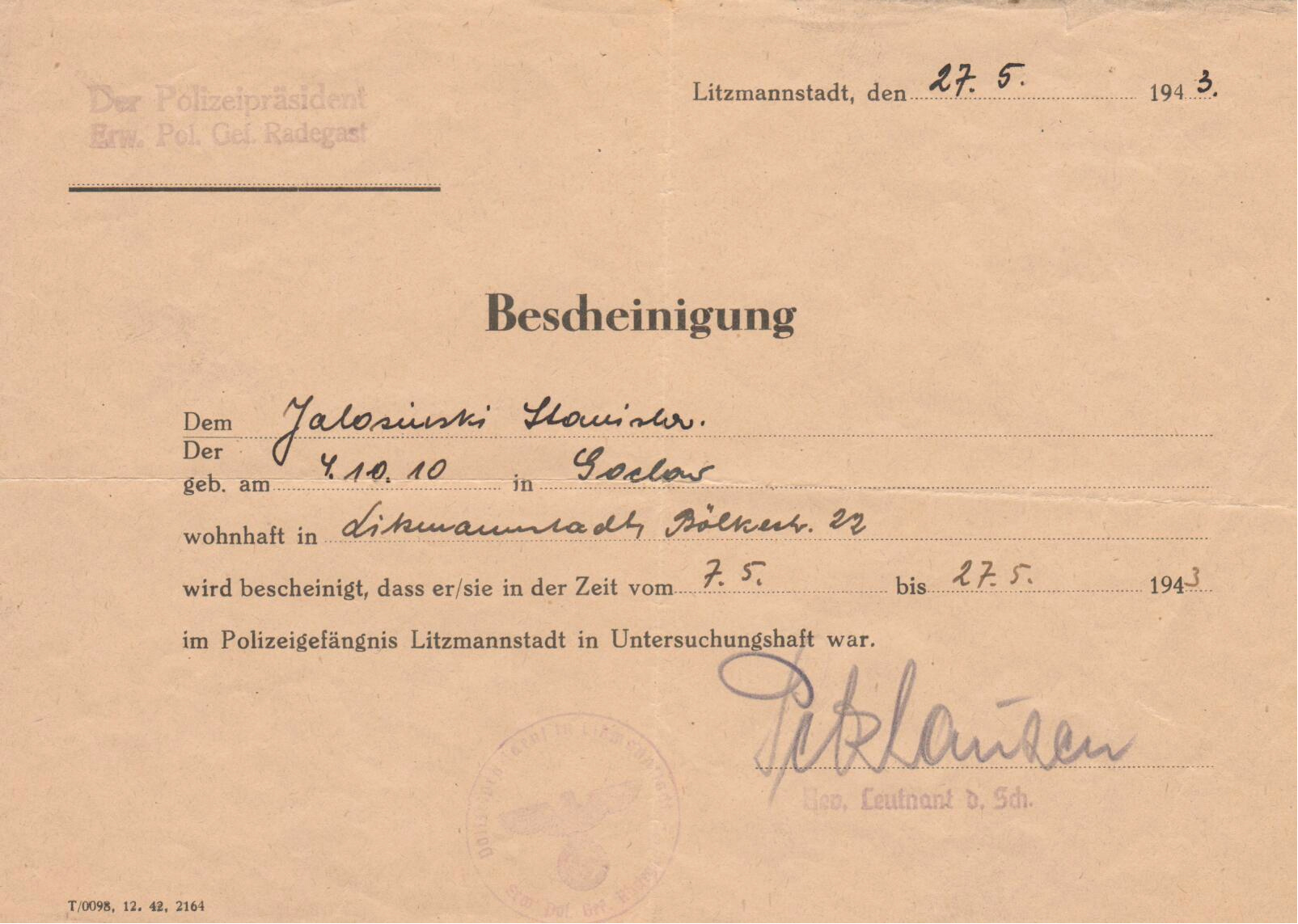
Zaświadczenie o pobycie w więzieniu radogoskim wystawione więźniowi Stanisławowi Jałosińskiemu 27 V 1943 Z podpisem Waltera Pelzhausena

Od 1 lipca 1940 do 18 stycznia 1945 był komendantem Rozszerzonego Więzienia Policyjnego na Radogoszczu (Erweitertes Polizeigefangnis, Radegast), w stopniu Revierleutnanta, zastępując na tym stanowisku Obersturmführera SS Roberta Siegfrieda Ehlersa. Nominacja była związana z przekazaniem tego obiektu – który do tej pory funkcjonował jako obóz przejściowy w zarządzie łódzkiej placówki gestapo – miejscowemu Prezydium Policji.
Przez cały okres funkcjonowania więzienia pod komendą Waltera Pelzhausena, jego załoga oraz on sam odznaczała się szczególnym okrucieństwem i sadyzmem w stosunku do osadzonych. Przeszło przez nie – według oświadczenia Pelzhausena w trakcie jego powojennego procesu – około 40 000 ludzi, przede wszystkim mężczyzn.
Na terenie więzienia komendant wykazywał się niezwykłą brutalnością. Osobiście dokonał zabójstwa dziewięciu więźniów oskarżonych o kradzież chleba z kuchni więziennej 1 kwietnia 1942 r.
Na kilkanaście godzin przed zajęciem miasta przez pododdziały Armii Czerwonej, realizując wcześniej zapadłe decyzje i rozkazy, w nocy z 17 na 18 stycznia 1945 r., nakazał i nadzorował fizyczną likwidację wszystkich więźniów, zakończoną podpaleniem głównego budynku więziennego. W efekcie tej masakry zginęło od kul lub w płomieniach ok. 1500 więźniów, głównie Polaków, ale i też ok. 300 jeńców rosyjskich. Ocalało z masakry trzydziestu.

### Proces i wyrok
Pelzhausenowi, jak i prawie całej załodze więzienia radogoskiego uczestniczącej w styczniowej masakrze, udało się zbiec z Łodzi na kilkanaście godzin przed zajęciem miasta przez Rosjan. Pelzhausen został zatrzymany 14 czerwca 1945 r. we Frankfurcie n. Menem (w amerykańskiej strefie okupacyjnej), najprawdopodobniej w miejscu swojego przedwojennego zamieszkania. Następnie zostało wszczęte przeciwko niemu śledztwo przez angielską Komisję Denazyfikacyjną, przy współudziale polskiej Komisji do Badania Zbrodni Niemieckich w Polsce. 4 maja 1947 r. został przywieziony z Lubeki transportem morskim na pokładzie statku „Isar” do Szczecina, wraz z 44 innymi niemieckimi przestępcami wojennymi, m.in. z Hansem Aumeierem, zastępcą komendanta obozu koncentracyjnego Auschwitz. W dniu 28 kwietnia 1947 r. – przez Warszawę – został przywieziony do Łodzi, gdzie został osadzony na okres śledztwa w przedwojennym i wojennym więzieniu wojskowym przy ul. J. Kraszewskiego. Pierwsze przesłuchanie odbyło się 29 kwietnia 1947 r. w obecności prokurator Marii Nowackiej. Po kilkumiesięcznym śledztwie prowadzonym przez podprokurator Sądu Okręgowego w Łodzi Marię Nowacką, stanął przed tymże Sądem. Jego proces, który wzbudził w Łodzi ogromne zainteresowanie, rozpoczął się 8 września 1947 r. w największej jego sali (przy pl. J. Dąbrowskiego, sala nr 1 na I piętrze). Składowi sędziowskiemu przewodniczył sędzia apelacyjny Jan Walewski, ławnikami byli przewodniczący Miejskiej Rady Narodowej Edward Andrzejak i dyrektor Miller, oskarżali prokuratorzy SO w Łodzi Maria Nowacka i Jerzy Lewiński.
Pelzhausena bronił z urzędu mec. Stanisław Gombiński (ur. 1907 we Włocławku, zm. w 1983 w Paryżu na emigracji). Przed wojną mieszkaniec Warszawy, gdzie w ostatnim roku przed wojną pracował jako podprokurator. W czasie okupacji niemieckiej był więźniem warszawskiego getta skąd udało mu się zbiec w styczniu 1943 i do końca okupacji na tamtym terenie ukrywał się pod pseudonimem „Jan Mawult”. W okresie pobytu w getcie był kierownikiem Sekretariatu tamtejszej Służby Porządkowej (Jüdischer Ordnungsdienst). Za podjęcie się zadania obrony Pelzhausena oraz pełną bezstronność w tym zadaniu otrzymał dyplom uznania od Naczelnej Rady Adwokacji.
Podstawowe punkty oskarżenia – na podstawie art. 1, pkt 1, art. 2 oraz art. 4, dekretu z dn. 31 sierpnia 1944 (Dziennik Ustaw RP, 11 grudnia 1946, nr 69, poz. 377) – to odpowiedzialność za wszystko co działo się w obrębie więzienia radogoskiego w czasie jego komendantury, osobiste zabójstwo około 35 więźniów i współudział w zamordowaniu wraz z innymi wachmanami kolejnych kilkunastu oraz przede wszystkim odpowiedzialność za styczniową masakrę w więzieniu radogoskim i jego spalenie wraz z jeszcze żyjącymi więźniami.
Proces zakończył się wyrokiem skazującym go czterokrotnie na karę śmierci, pozbawieniem praw honorowych i obywatelskich oraz przepadek majątku, ogłoszonym na popołudniowym posiedzeniu w dniu 12 września. Rozpatrzenie wyroku nastąpiło 12 stycznia 1948 r. przez Sąd Najwyższy w Warszawie, który podtrzymał decyzje niższej instancji. Podobnie prośba o ułaskawienie została odrzucona przez prezydenta Bolesława Bieruta.
16 września 1947 roku Społeczny Komitet Opieki nad Więzieniem w Radogoszczu w Łodzi (utworzony i kierowany przez red. Henryka Rudnickiego) zwrócił się do Sądu Okręgowego w Łodzi z wnioskiem, aby wyrok na Pelzhausenie został wykonany na terenie byłego więzienia w Radogoszczu. Wniosek został odrzucony.
Egzekucję przez powieszenie wykonano 1 marca 1948 r., w ówczesnym więzieniu przy ul. S. Sterlinga 16. Wraz z nim powieszono dwóch innych zbrodniarzy wojennych.
Zgodnie z ówczesną procedurą (okólnik Min. Sprawiedliwości z dn. 31 I 1948, sygn. N.P.TC 1050/48) ciało Pelzhausena – i prawdopodobnie również pozostałych – przekazano do Zakładu Anatomii Opisowej Uniwersytetu Łódzkiego (który w tym czasie posiadał Wydział Medyczny), obecne Collegium Anatomicum Uniwersytetu Medycznego w Łodzi, przy ul. G. Narutowicza 60.
Przez wiele lat po wykonaniu wyroku utrzymywała się w Łodzi plotka, że mumia męska w zbiorach anatomicznych tegoż Collegium to Pelzhausen, co nie było prawdą.